# Sport automobile en Suisse

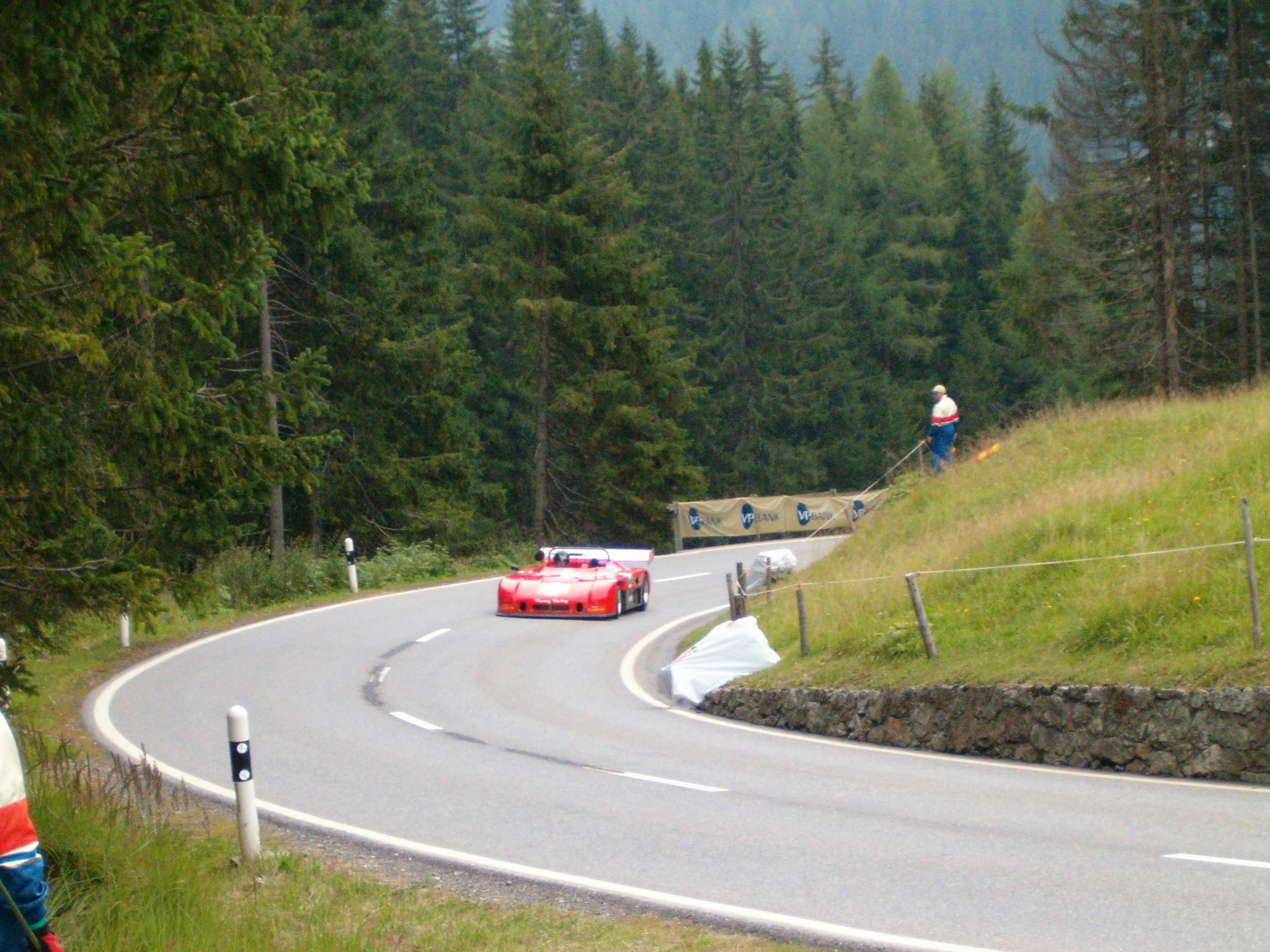
Les courses de côte (ici lArosa ClassicCar) puis les rallyes furent de 1956 à 2018, les seules compétitions automobiles autorisées sur le territoire suisse.

Le sport automobile est apparu en Suisse au début du XXe siècle. Néanmoins l'histoire de ce sport est profondément marqué par l'accident des 24 Heures du Mans 1955, entrainant une interdiction des sports motorisés. Malgré tout, de nombreux pilotes et écuries suisses ont développé leur palmarès dans diverses compétitions internationales. 

## Historique

### Les premières années

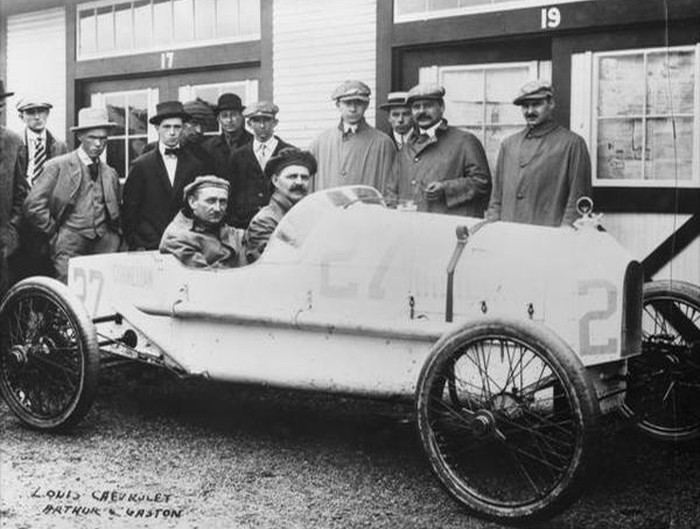
Les trois frères Chevrolet (à droite Arthur et Gaston, et Louis au volant) en 1915.

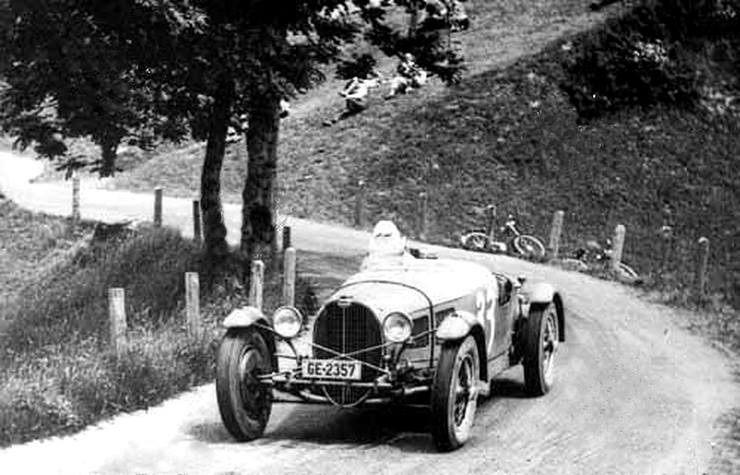
Louis Napoléon à la course de côte Rheineck–Walzenhausen–Lachen en 1938.

Durant le premier quart du XXe siècle, les frères Chevrolet se distinguent sur le continent américain. Après avoir fondé la marque Chevrolet, les trois frères fondent la Frontenac Motor Corporation. Louis Chevrolet termine deuxième du National Championship 1905, Gaston Chevrolet remporte en 1920 les 500 miles d'Indianapolis ainsi que le championnat (à titre posthume). À partir du milieu des années 1930, diverses courses se déroulent sur le territoire suisse, et notamment Prix de Berne et le Grand Prix de Suisse. Ce dernier est intégré au Championnat d'Europe des pilotes de 1935 à 1939.
Profitant de sa nature montagneuse de nombreuses course de côte sont organisées en Suisse. Notamment, les épreuves du col du Klausen et la Course des Rangiers sont créées respectivement en 1922 et 1926, et intégrées dans le Championnat d'Europe de la montagne lancé par l'AIACR en 1930.
À la sortie de la Seconde Guerre mondiale, le GP de Suisse est toujours considéré comme une Grande Épreuve. Diverses autres épreuves se déroulent également : GP de Genève, de Lausanne, de Suisse orientale, des Nations, etc. Ces courses permettent notamment à Emmanuel de Graffenried de se distinguer. Celui-ci remporte également le Grand Prix de Grande-Bretagne, un an avant la création du championnat du monde de Formule 1.

### Conséquences de l'accident du Mans
En juin 1955, un accident durant les 24 Heures du Mans 1955 entraîne la mort de 83 spectateurs et d'un pilote, Pierre Levegh. Cet accident marqua les pays européens. Les Grands Prix de France, d'Allemagne, d'Espagne et de Suisse ont ainsi été annulés sur décisions des gouvernements nationaux concernés. L'année suivante, l'intégralité des pays concernés, à l'exception de la Suisse, lèvent leur interdiction.

### Les années suivant l'interdiction

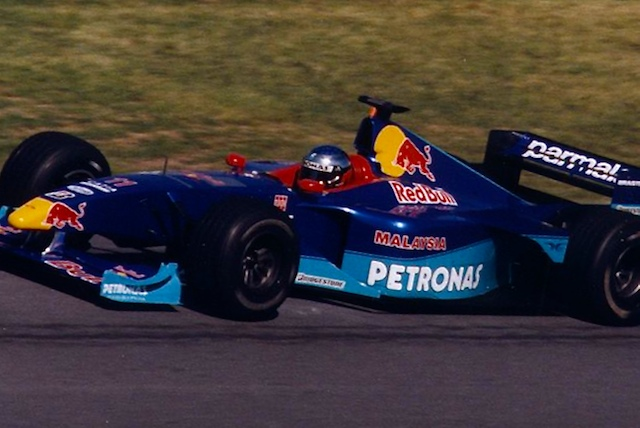
Une Sauber en 1999, l'écurie participant au championnat du monde de Formule 1 depuis 1993.

L'interdiction n'impliquant toutefois pas les courses contre-la-montre, les épreuves de courses de côte furent après 1955, les seules compétitions autorisées. Jusqu'aux années 1970, les pilotes suisses se distinguèrent dans le Championnat d'Europe de la montagne avec notamment 8 titres remportés sur 15 dans cette compétition, de 1957 à 1965. L'épreuve Saint-Ursanne - Les Rangiers, créée en 1926, est inscrite depuis 1972 au calendrier du Championnat d'Europe.
Malgré l'interdiction, de nombreux pilotes et écuries brillent à l'étranger. En 1968 et 1971, Joseph Siffert remporte deux Grands Prix. En 1970, Clay Regazzoni termine 3e au Championnat du monde de Formule 1, puis en 1972 remporte le Championnat d'Europe de Formule 2 et devient en 1974 vice-champion du monde de Formule 1, le meilleur résultat d'un pilote suisse. En 1979, Marc Surer devient à son tour champion d'Europe. En 1975 et 1982 se tiennent les derniers Grand Prix de Suisse... en France sur le circuit de Dijon-Prenois.
En Endurance, les écuries suisses brillent également. Brun Motorsport remporte le titre de Champion du monde des voitures de sport 1986. Au milieu des années 1980, Peter Sauber fonde son écurie éponyme qui remporte, en association avec Mercedes-Benz, le titre en 1989 et 1990. À partir de 1993, l'écurie représente les couleurs suisses en Formule 1. Le meilleur résultat est obtenu en 2001 avec une quatrième place au classement des constructeurs.
À partir de 2012 se déroule le Championnat du monde d'endurance. Marcel Fässler, Sébastien Buemi et Neel Jani sont successivement sacrés champion du monde en 2012, 2014 et 2016. Parallèlement l'écurie privée Rebellion Racing remporte le titre en LMP1 de 2012 à 2016, et en LMP2 en 2017.
En 2008, la Suisse devient la nation championne du monde après sa victoire en A1 Grand Prix grâce à son pilote Neel Jani. L'équipe est également vice-championne en 2006 et 2009.
En 2018, le ePrix de Zurich se tient dans le cadre du Championnat de Formule E FIA, une première pour une compétition sur circuit depuis 1954. L'année précédente, Sébastien Buemi remporte le titre de Formule E.

## Compétitions
- Championnat de Suisse des rallyes (depuis 1973)
- Championnat de Suisse de Formule 3 (depuis 1978) ; disputé sur des circuits situés hors de Suisse (en France, en Allemagne et en Italie) et en courses de côte sur le territoire suisse
- Championnat de Suisse de Formule Renault (2002-2010)

## Palmarès

### Pilotes suisses champions du monde

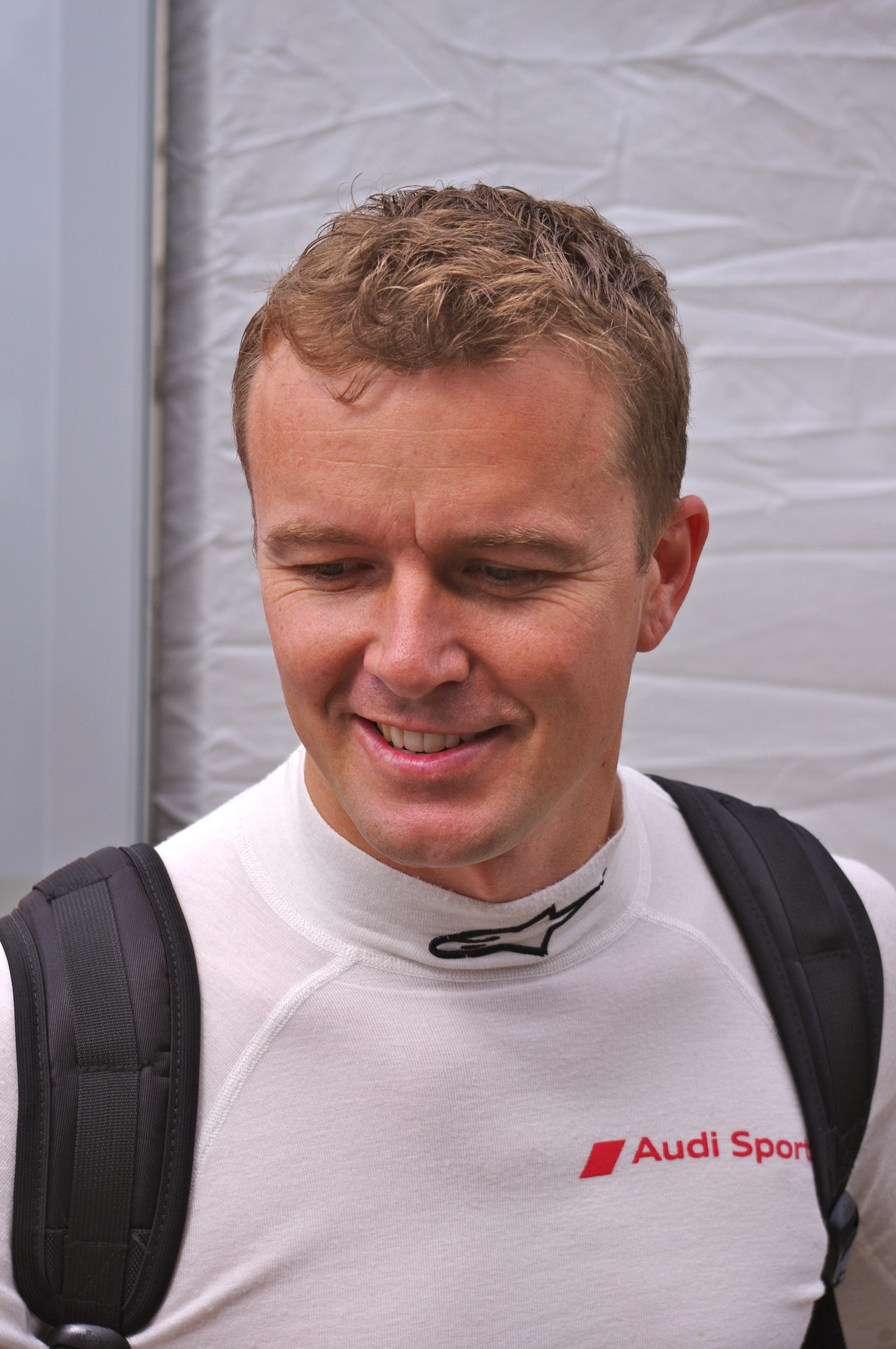
Marcel Fässler : 1 titre en Endurance en 2012.
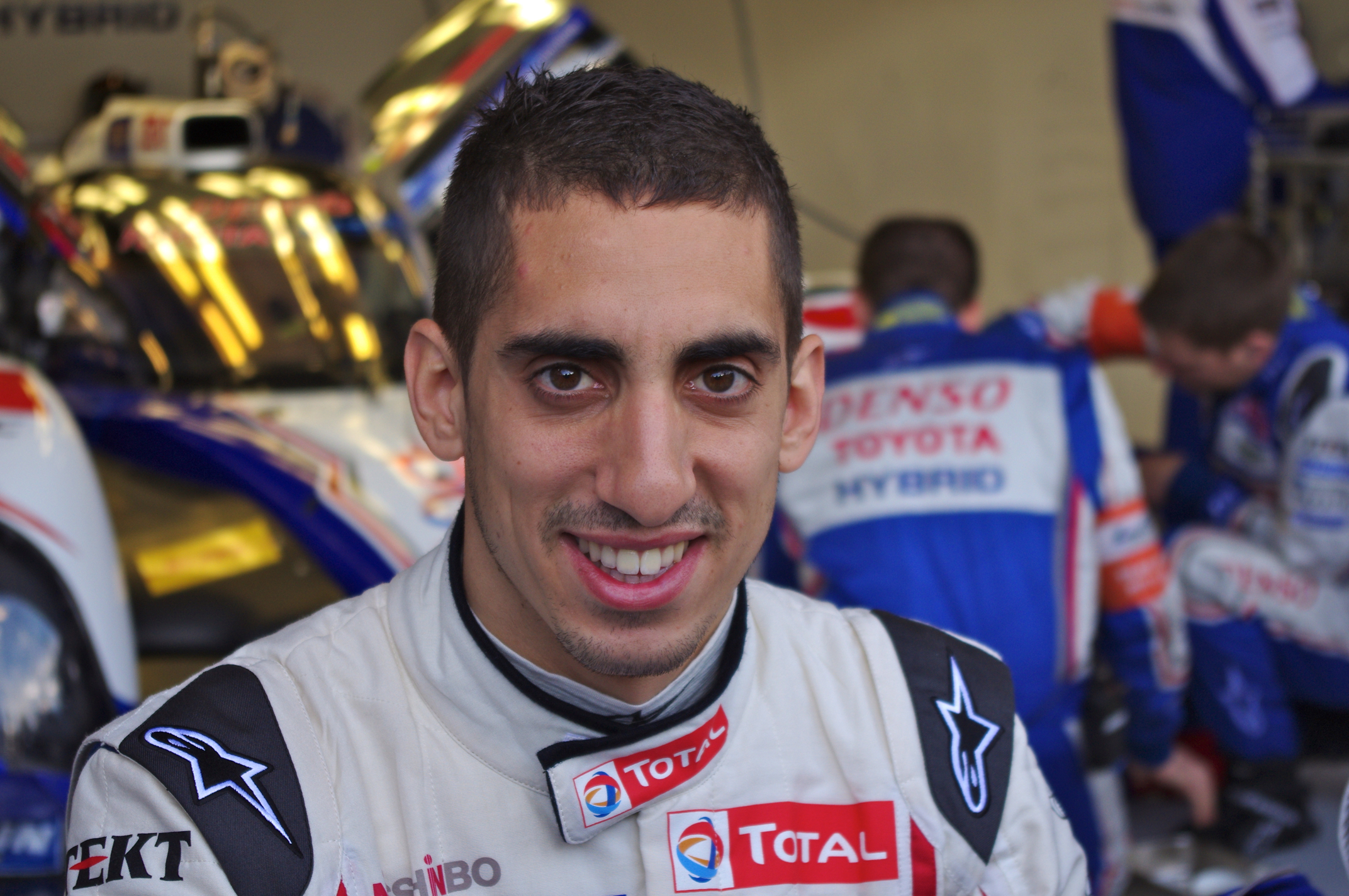
Sébastien Buemi : 2 titre en Endurance en 2014, 2022 et 1 titre en Formule E en 2017.
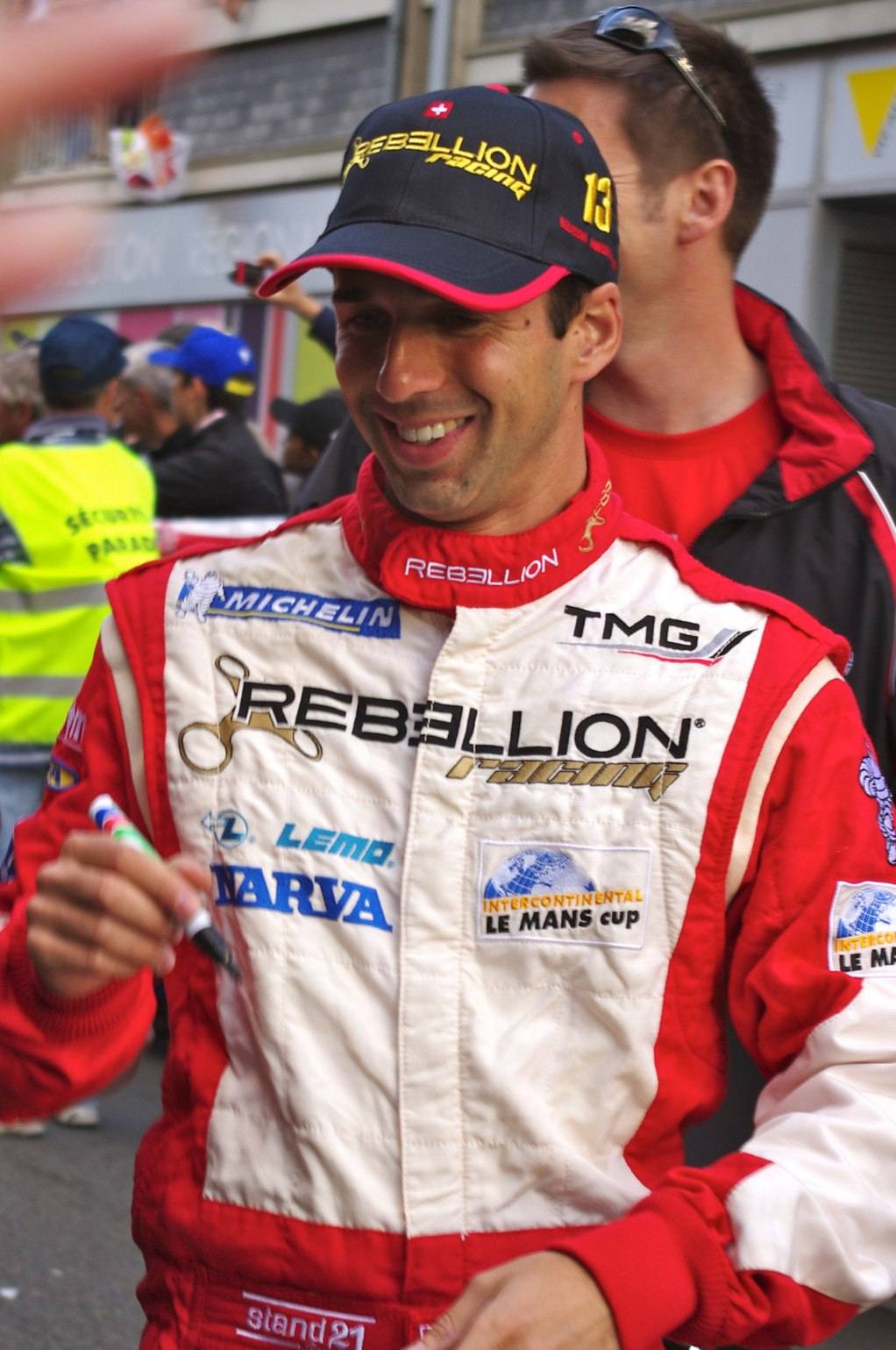
Neel Jani : 1 titre en Endurance en 2016

- Edgardo Rossi, un titre en karting en 1967
- Gabriele Gardel, un titre en Championnat FIA GT en 2005

### Constructeurs et écuries suisses champions du monde

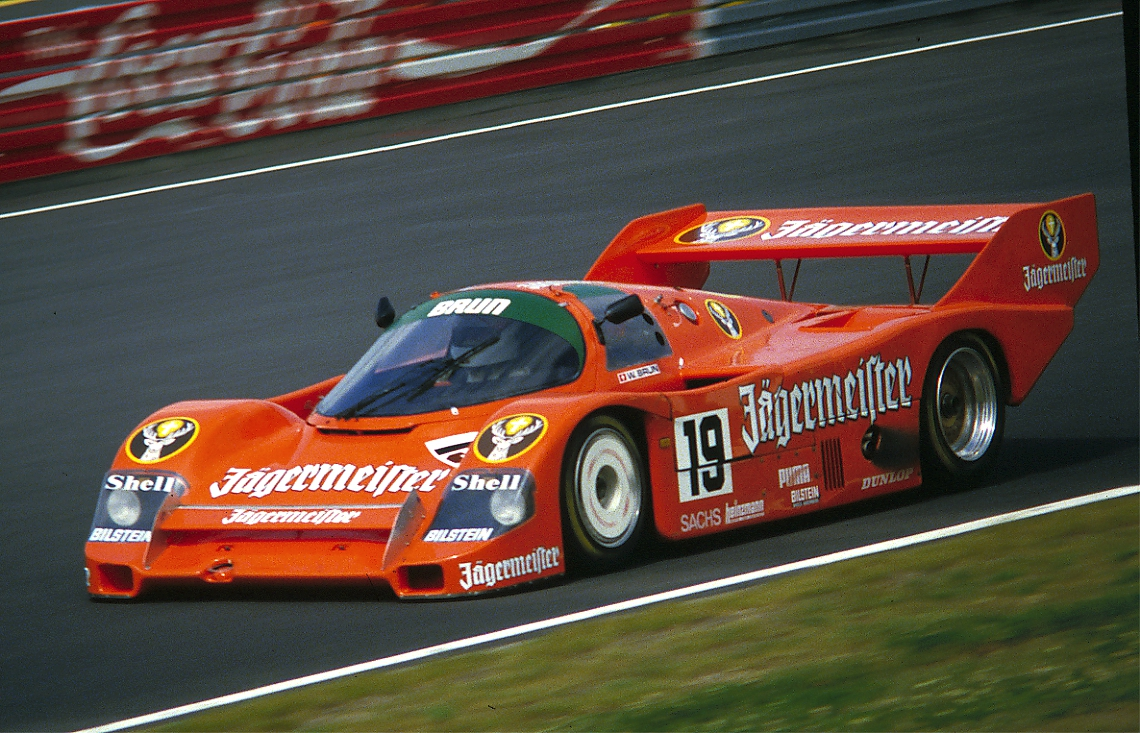
Porsche 956 de Brun Motorsport (1985)
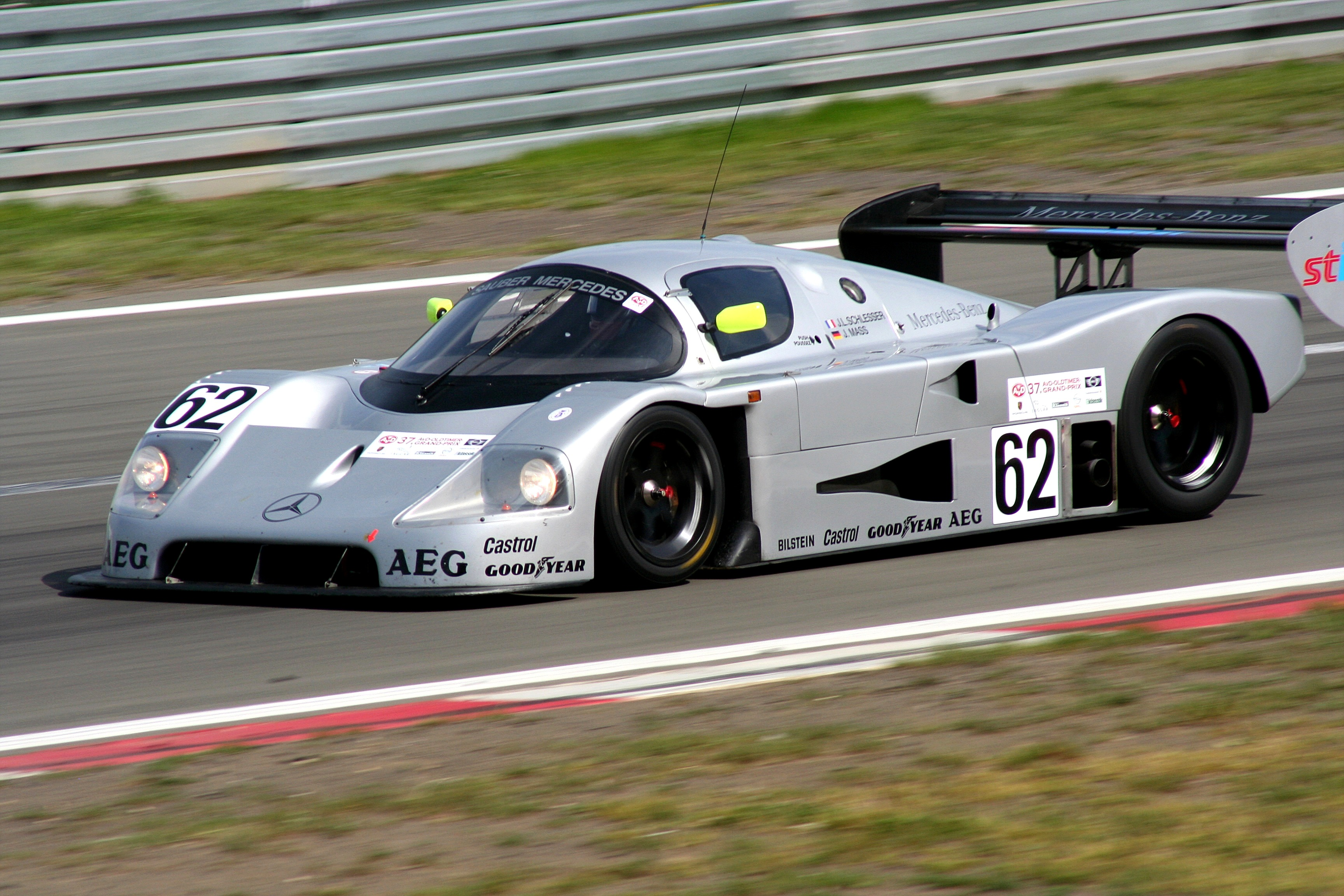
Sauber C9 (1989)
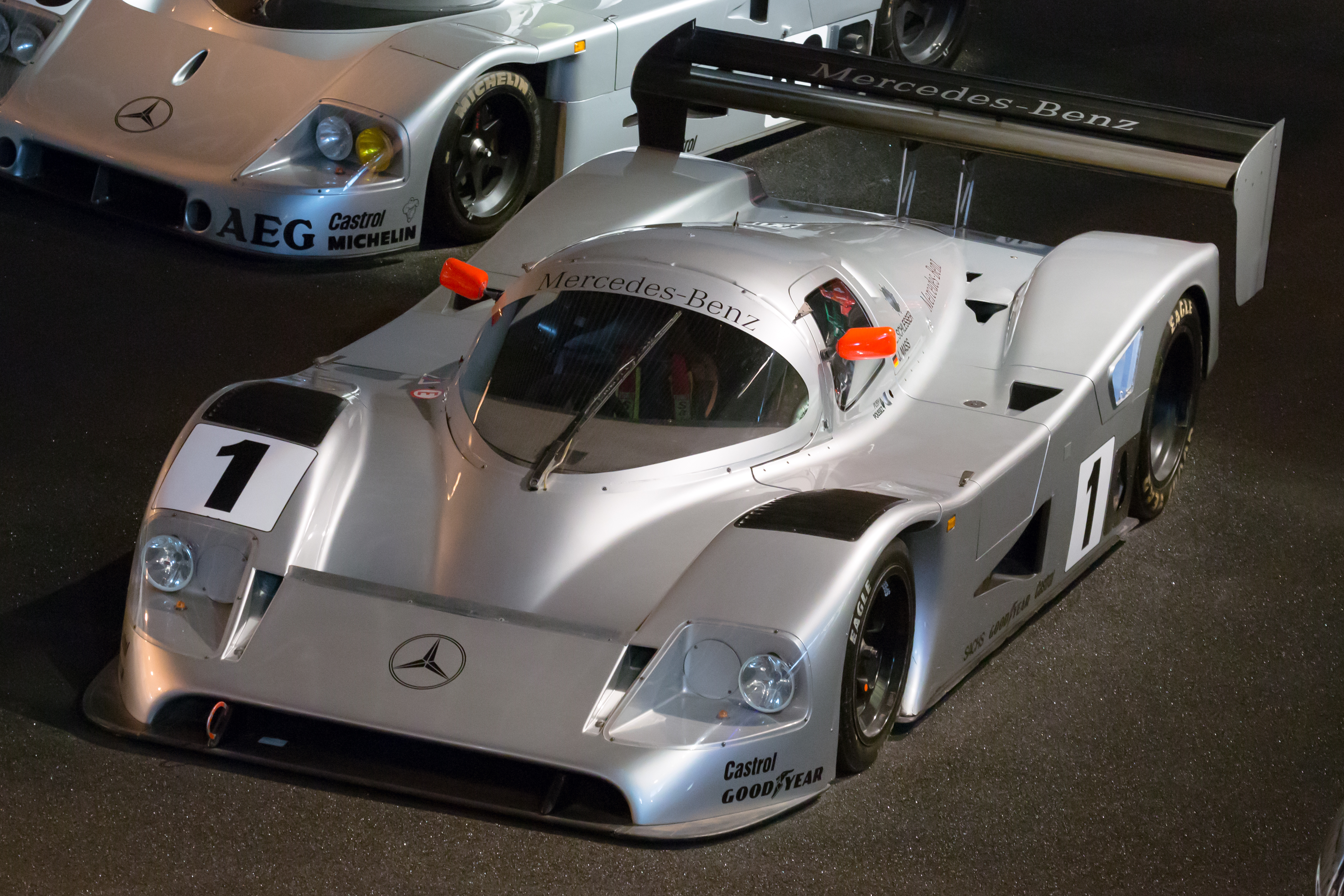
Sauber Mercedes C11 (1990)
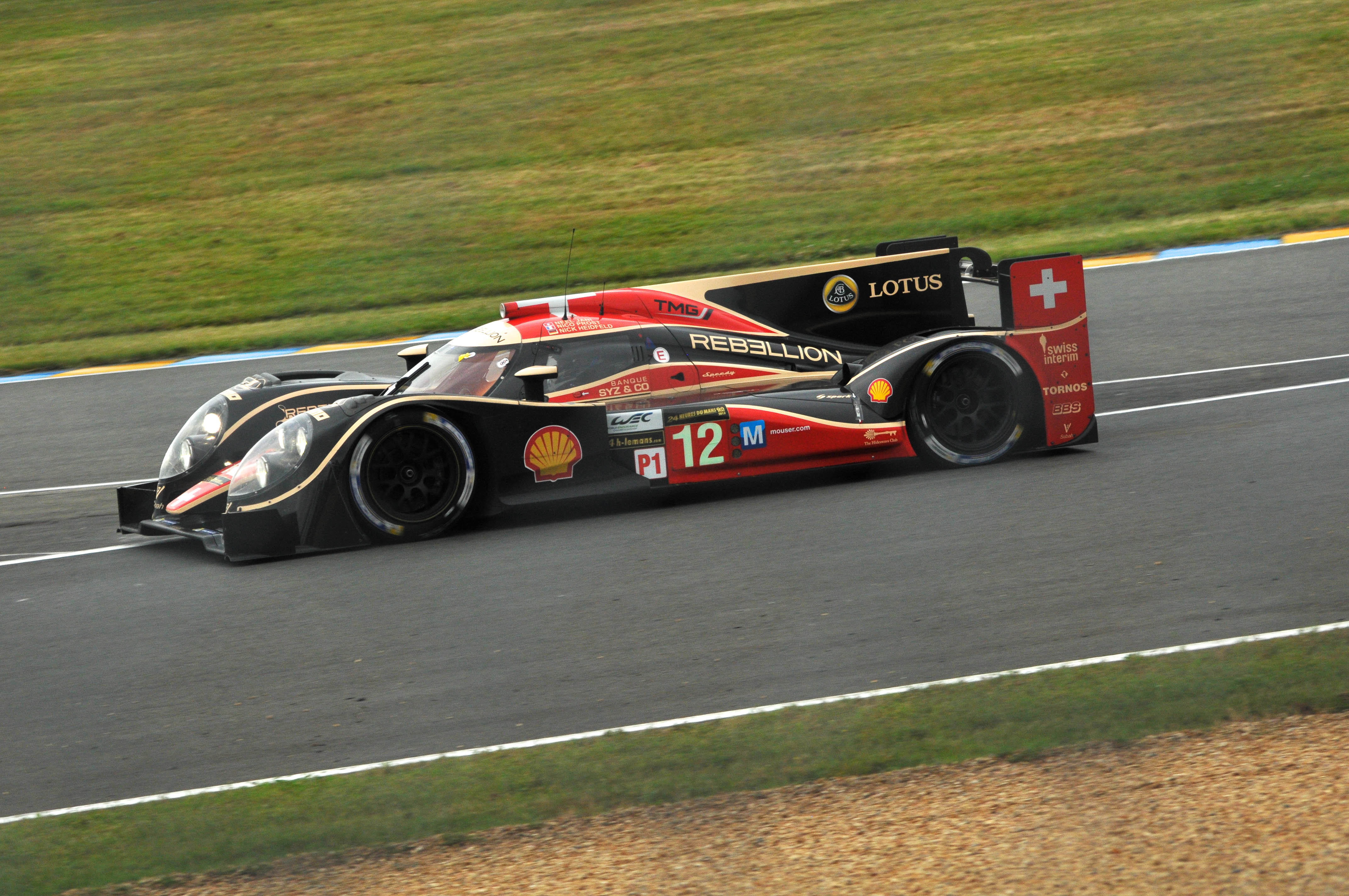
Lola B12/60 de Rebellion Racing (2013)
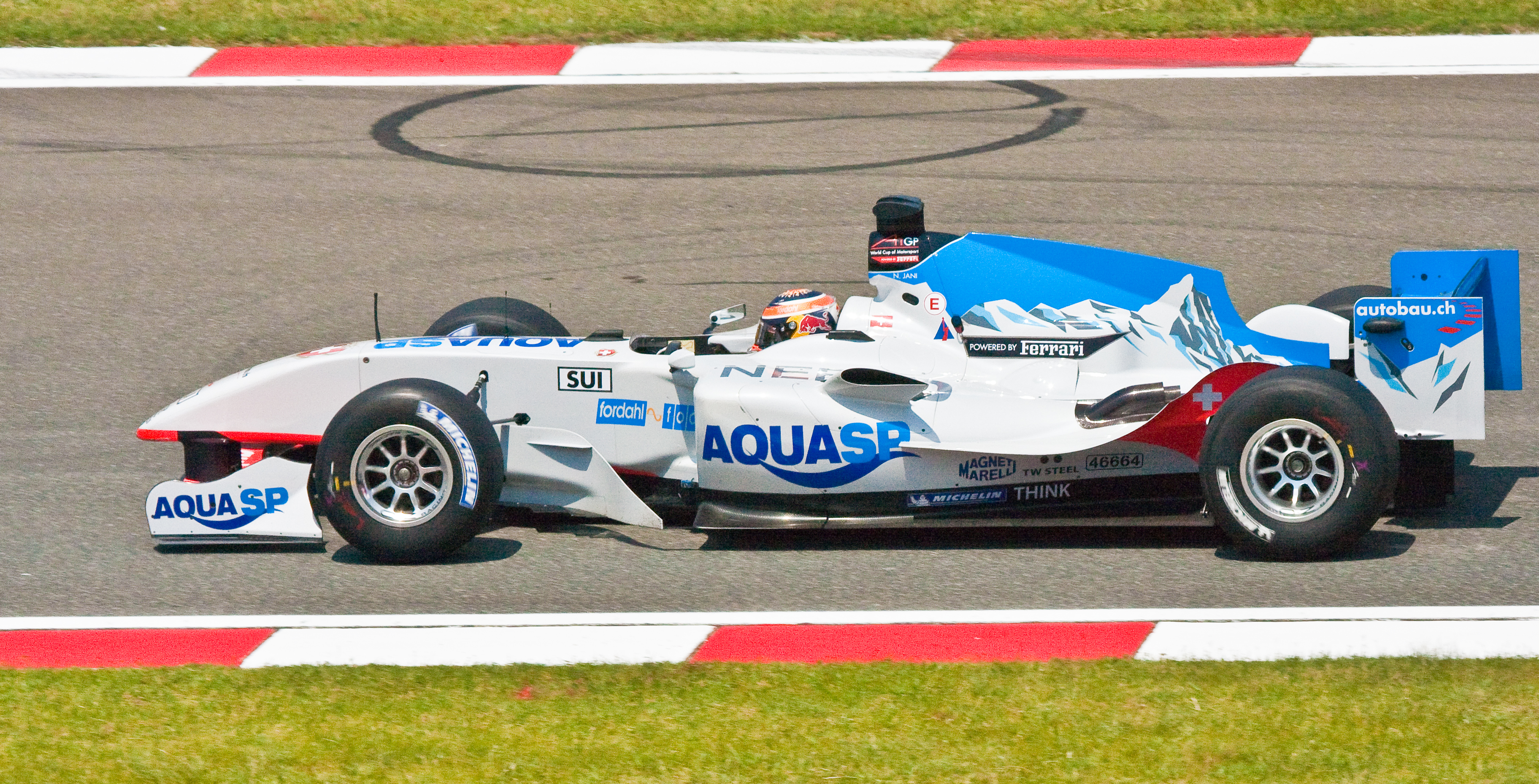
Ferrari F2004 - A1 Team Suisse (2018)

- Championnat du monde des voitures de sport
  - Brun Motorsport : une fois en 1986
  - Sauber : deux fois en 1989 et 1990
- A1 Grand Prix
  - Équipe de Suisse : une fois en 2008.